# John Street Theatre

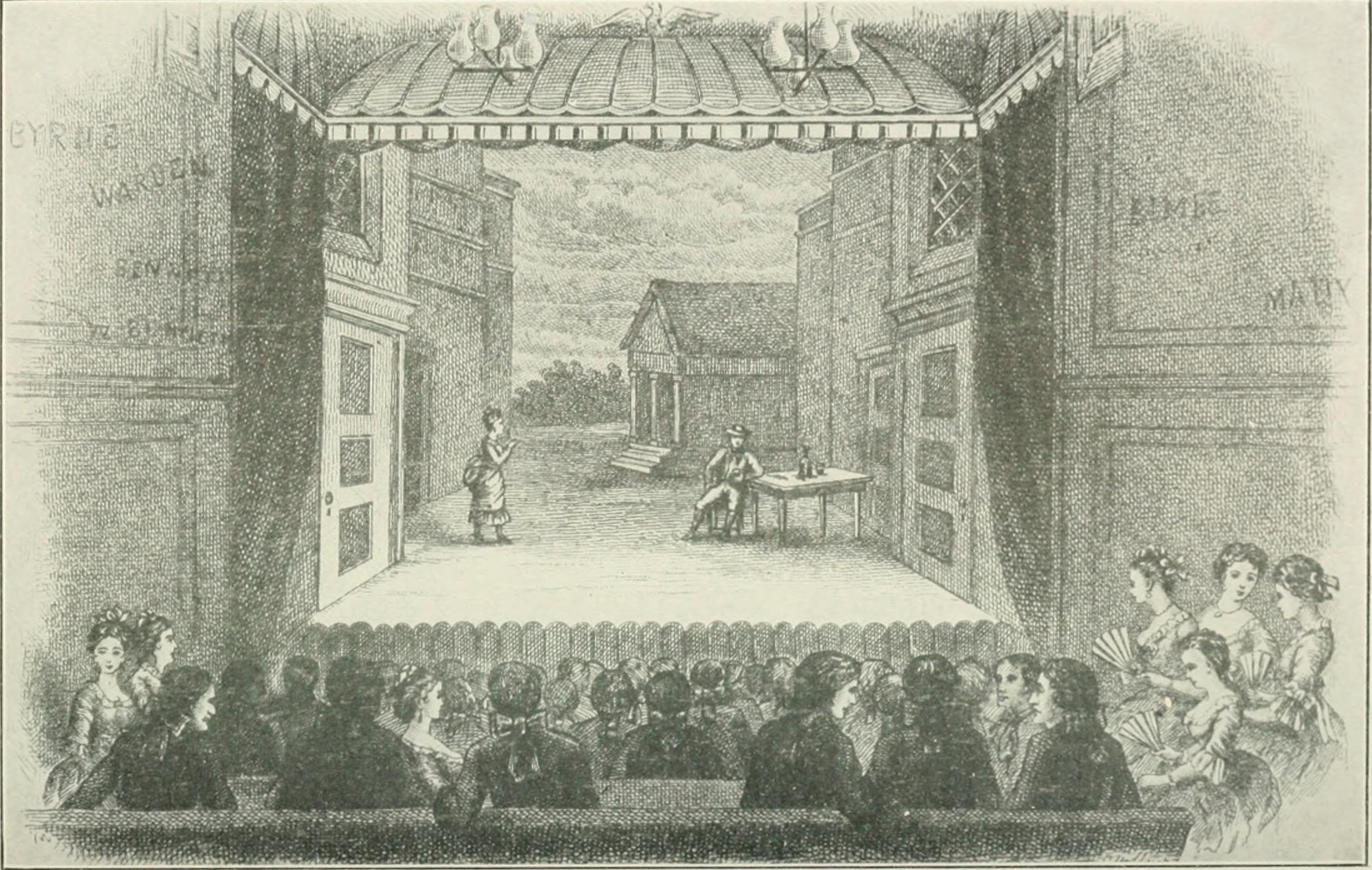
Our theatres to-day and yesterday (1913) (14579859219)

John Street Theatre var den första permanenta teatern i staden New York i USA, och en av de första i USA. Den öppnade 1767 och var aktiv fram till 1798, då den ersattes av Park Theatre (1798-1848). 
Teatern uppfördes av Old American Company, från 1752 det första professionella teatersällskapet i USA, som uppförde flera teaterhus att uppträda i under sina turnéer, och John Street Theatre var den byggnad de uppträdde i under sina vistelser i New York. När det grundades blev det den andra teatern i USA, efter Southwark Theatre i Philadelphia, som hade grundats av Old American Company året före. 